# Crossocheilus oblongus
Crossocheilus oblongus è un pesce osseo d'acqua dolce appartenente alla famiglia Cyprinidae.

## Distribuzione e habitat
endemico del Sud-Est Asiatico della Thailandia all'Indonesia dove popola acque correnti montane, specie nei pressi di rapide e cascate.

## Descrizione
Un'ampia fascia scura longitudinale attraversa il corpo fino alla pinna caudale. Sono presenti due barbigli sulla mascella superiore. Misura fino a 16 cm.

## Alimentazione
Si ciba di particelle di piccole dimensioni, prevalentemente vegetali, soprattutto lo strato di alghe che ricoprono le pietre e fitoplancton.

## Acquariofilia
Comunemente allevato negli acquari domestici.

## Stato di conservazione
Questa specie ha risentito localmente di impatti come l'inquinamento idrico nell'isola di Giava che hanno prodotto rarefazioni localizzate. Lo status complessivo di Crossocheilus oblongus è comunque in generale buono